# Мишкино (Мишкинский район)
Мишкино (баш. Мишкә) — село, административный центр Мишкинского сельсовета и Мишкинского района Республики Башкортостан.
Расположено в 80 км к северу от Уфы.

## История
Официальное возникновение Мишкино в исторических документах датировано 1709 годом.
В 1887 году в Мишкино открылась первая школа. Учителем был Андрей Байранов из деревни Шукшана, нынешнего Шаранского района.
По воспоминаниям старожилов, село сильно пострадало во время голода 1921—1922 годов.
В 1931 году в селе был организован колхоз имени Крупской.
В 1960-е годы селе были возведены первые кирпичные двухэтажные жилые дома, административные здания, универмаг, Дом культуры и другие объекты.
В 2019 году село было выбрано Культурной столицей финно-угорского мира на 2020 год (6-й по счёту) и 6 января 2020 года состоялось торжественное этого ежегодного мероприятия. На встрече присутствовали гости из 15 районов Башкортостана, 5 регионов России, а также из Финляндии, Эстонии и Венгрии.

## Население
| 1939 | 1959  | 1970  | 1979  | 1989  | 2002  | 2009  | 2010  | 2021  |
| ---- | ----- | ----- | ----- | ----- | ----- | ----- | ----- | ----- |
| 2154 | ↗3159 | ↗3253 | ↗4559 | ↗5413 | ↗5797 | ↗6046 | ↘6021 | ↗6415 |

Согласно переписи 2020 года, преобладающие национальности — марийцы (55,7 %), татары (19,7 %), русские (12,8 %), башкиры (6,2 %).

## Радиостанции
- 70,70 МГц — Радио России (Бирск);
- 71,90 МГц — Радио России (Бураево);
- 104,2 МГц — Спутник FM;
- 104,8 МГц — Европа Плюс (Бирск);
- 105,3 МГц — Радио Юлдаш (Бирск);
- 105,7 МГц — Радио Юлдаш;
- 105,9 МГц — Радио Дача (Бирск);
- 107,3 МГц — Спутник FM (Бирск).
- 93,1 МГц — Радио Эрвел

## Культура
В Мишкино функционирует марийский историко-культурный центр.
Ежегодно работает детский марийский летний культурно-лингвиститический лагерь «Ужара».

## Религия
Православные храмы
- Ведётся строительство храма Покрова Пресвятой Богородицы

Мечети
- Мечеть